# Ring (romanzo)
Ring (リング?, Ringu) è un romanzo horror dello scrittore giapponese Kōji Suzuki. Del romanzo, pubblicato in Italia dalla Editrice Nord, sono stati realizzati tre adattamenti cinematografici omonimi, uno giapponese per la tv, uno giapponese per il cinema, uno statunitense e uno coreano.

## Trama
Kazuyuki Asakawa, giornalista del Daily News, in seguito alla morte della nipote della moglie, Tomoko Oishi, a causa di un misterioso attacco cardiaco, comincia ad indagare scoprendo che altri tre ragazzi che conoscevano la ragazza sono morti alla stessa ora e per lo stesso motivo. Le sue indagini lo porteranno in un cottage dove vedrà una videocassetta, portatrice di una misteriosa maledizione che causerebbe la morte del malcapitato spettatore entro sette giorni.
Kazuyuki, persona già molto impressionabile, si convincerà ancor di più quando gli effetti di questa cassetta saranno evidenti, e le prove schiaccianti. Si fa aiutare dal suo misterioso ed intelligente amico Ryuji Takayama, dato che alla fine del filmato maledetto viene detto 'Se non vuoi morire devi seguire queste istruzioni', ma dopo non appare assolutamente nulla. In questo vortice di terrore, i due si gettano alla ricerca della pietra dello scandalo: ossia da dove deriva la cassetta, chi e perché l'ha fatta.
Le indagini lo condurranno a scoprire e a disseppellire una storia segreta, che nessuno ha mai potuto scoprire: quella di Sadako Yamamura, giovane ragazza, che, a causa della sua 'diversità' e dei poteri ESP, molto sviluppati, è stata odiata da tutti, persino dalla madre, finché un giorno, recatasi a trovare il padre ricoverato in un sanatorio, viene violentata e uccisa da un dottore impazzito a causa della sua alta febbre, e gettata (ancora viva) in un pozzo.
I due scopriranno che molte immagini della videocassetta sono state vissute da Sadako personalmente: tra cui il tassello principale - il "Ring" - un cerchio visibile nel filmato, che non è altro che l’apertura del pozzo in cima, visibile dal fondo. Pur scoprendo la fonte di tutte queste sciagure, e comprendendo Sadako (iniziatrice della maledizione), Ryuji non riesce a salvarsi: è evidente che non basta provare pena per Sadako, ma l'importante è copiare la videocassetta: in modo che venga vista da altri, e che tutti possano sapere quante sofferenze ha provato la ragazza in vita.

## Altri adattamenti
Dopo Ringu, Koji Suzuki ha scritto altri due libri creando una trilogia; Spiral e Loop, anch'essi con rifacimenti cinematografici che hanno molto poco a che fare con i libri.
Dai libri è stata tratta anche una serie di manga dall'autore di fumetti Meimu.

## Edizioni
- Koji Suzuki, Ring, traduzione di Lidia Perria, 1 ed., collana Teadue, TEA, 2006,  p. 320, ISBN 88-502-0989-4.